# Club Balonmano Atlético Guardés
Club Balonmano Atlético Guardés ist der Name eines spanischen Vereins für Frauen-Handball. Er ist in A Guarda beheimatet. Aus Sponsoringgründen tritt der Verein auch als Mecalia Atlético Guardés an.

## Geschichte
Der 1967 gegründete Verein spielte lange Zeit im unterklassigen Bereich. Für die Arbeit im Breitensport erhielt der Verein in dieser Zeit zahlreiche Auszeichnungen. Im Jahr 2012 stieg der Verein dann in die División de Honor femenina de balonmano, der ersten spanischen Liga, auf. Seitdem spielt er durchgehend erstklassig.
Im Jahr 2017 wurde der Verein erstmals spanischer Meister.
International nahm die Mannschaft an europäischen Vereinswettbewerben des EHF-Pokals der Pokalsieger, des EHF European Cups bzw. der EHF European League teil.
In der Saison 2022 unterlag der Klub im spanischen Pokalfinale gegen Málaga Costa del Sol mit 26:33.
In der Spielzeit 2022/2023 erreichte der Klub sensationell das Finale des EHF European Cups, verlor dort aber nach einem Sieg im Hinspiel (23:17) das Rückspiel (20:33) und damit in der Gesamtwertung (43:50) gegen den türkischen Klub Antalya Konyaaltı BSK.

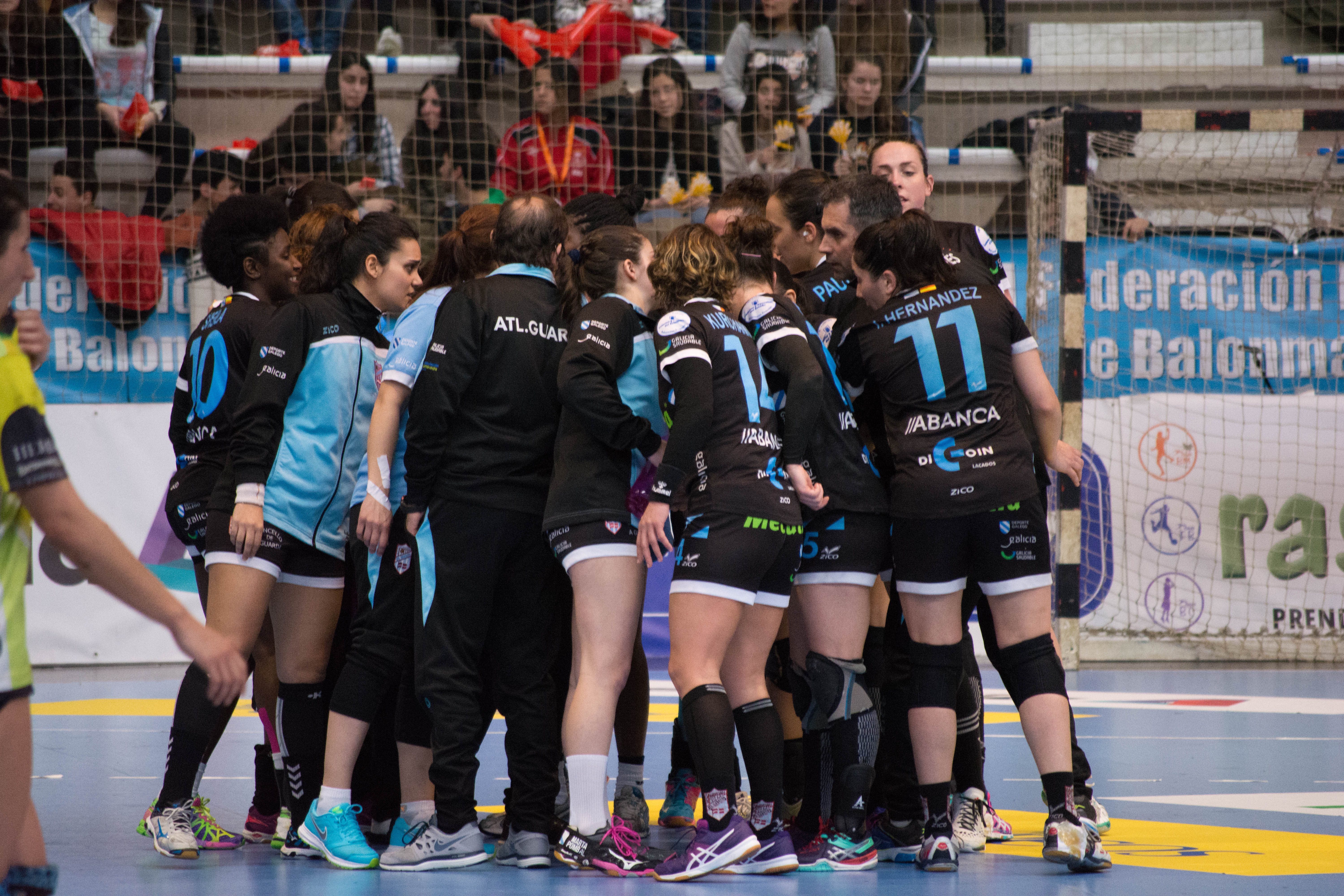
CB Atlético Guardés in der Copa de la Reina 2016

## Erfolge
National
- 1 × Gewinn der spanischen Meisterschaft (2017)
- 1 × Finalteilnahme im spanischen Pokal (2022)

International
- 1 × Finalteilnahme im EHF European Cup (2023)

## Spielerinnen
Beim Verein war auch Sarah Valero aktiv.
siehe Handballspielerinnen des Club Balonmano Atlético Guardés

## Trainer
Im Mai 2024 übernahm Ana Seabra, die bis dato Co-Trainerin war, das Training des Teams von Cristina Cabeza, die seit Sommer 2023 das Amt innehatte. Seabra hatte das Team bereits von Februar 2023 bis zum Ende der Saison 2022/2023 geführt.